# Athenaeum (rivista tedesca)

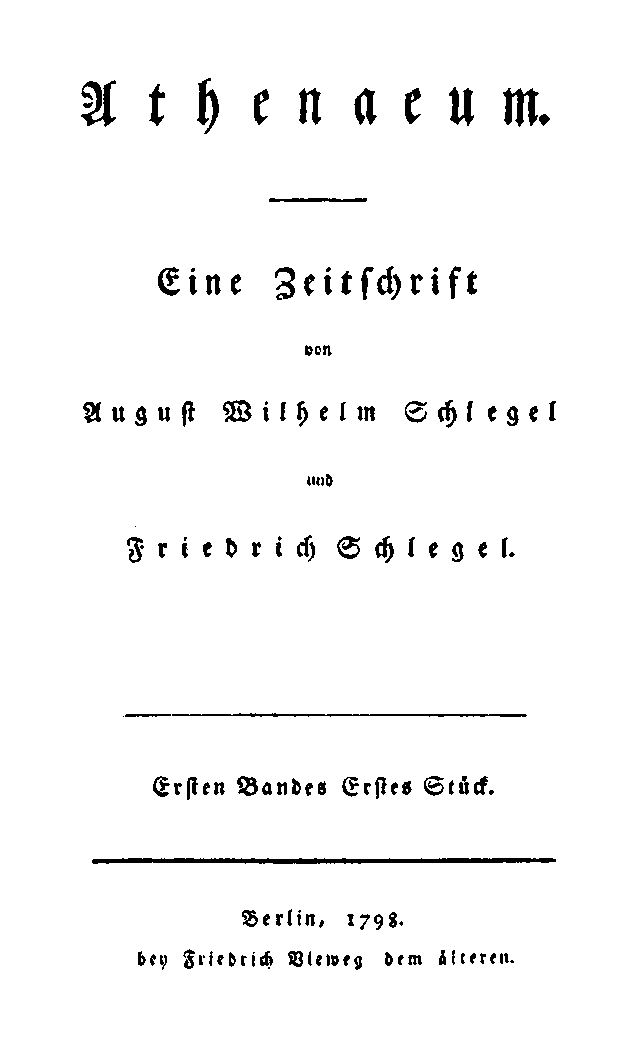
Athenaeum

Athenaeum è stata una rivista letteraria tedesca, fondata a Berlino nel 1798 da August Wilhelm e Friedrich Schlegel. È 
considerata la pubblicazione fondante del romanticismo tedesco. L'"Athenaeum" si presentò al pubblico tedesco come il manifesto di una teoria e di una prassi letteraria innovative e d'avanguardia.
Alla rivista parteciparono alcune tra le importanti personalità del panorama letterario dell'epoca: coloro che formeranno il cosiddetto gruppo di Jena, formato - oltre che dai fratelli Schlegel - da Schleiermacher, Caroline Schlegel, Novalis, Dorothea Mendelsshon Veit, Hülsen, Bernhardi, Ludwig Tieck, Sofie Bernhardi Tieck, Brinkmann, infine da Fichte e Schelling, anche se di questi ultimi tre autori la rivista non pubblicò mai alcuno scritto.